# Radenkovac
Radenkovac (serbisches-kyrillisch: Раденковац) ist ein Dorf in Serbien.

## Geographie
Das Dorf befindet sich in der geographischen Region Banja, in der Opština Sokobanja, im Okrug Zaječar, im Osten Serbiens.
Radenkovac liegt im Süden der Opština Sokobanja. Die Gebirge des Ozren und der Devica steigen nach Süden, zum Fluss Toponička Reka und dem Lauf des Svrljiški Timok, hinab. Dort befindet sich die kleine geographische Region, des Gebirges Golak, das einen Teil der großen Gebirgskette, der Devica-Ozren-Gruppe, darstellt.
Das Dorf, Radenkovac, liegt in dieser Region des Golak, an den südwestlichen Hängen des Gebirges Devica. Radenkovac liegt auf einer durchschnittlichen Höhen von 700 Metern über dem Meeresspiegel. Der Ort erreicht eine maximale Höhenlage von 794 Metern.
Durch das Dorf verläuft eine Straße (Regionalstraße R-120), die über die Dörfer Novo Selo und Jezero, zu der etwa 23 bis 25 km nordwestlich gelegenen Gemeindehauptstadt, Sokobanja, führt.
Die Umgebung von Radenkovac ist reich an Quellen und Bächen, die im Sommer austrocknen. Das Dorf liegt auf Karstgelände mit vielen Dolinen und kleineren Höhlen. Diese Höhlen tragen die Bezeichnungen: Gradac, Crkvište, Goveđi Pešter und weitere.
Östlich des Dorfes erhebt sich der Berggipfel, Golemi vrh, von wo aus sich eine herrliche Aussicht: auf die westlichsten Ausläufer der Stara Planina, sowie die Suva Planina, die Svrljiške Planine, den Ozren, den Jastrebac und den Kopaonik bietet.
Am Dorfeingang liegt „Branište“, ein Naturdenkmal, das an seinen großen Eichenbäumen zu erkennen ist, von denen einige so alt sind, dass diese schon zur Zeit der Türkenherrschaft, am Ort, standen. Die Lokalität wird „Branište“ genannt, weil sie das Dorf, vor starken Winden, verteidigt. Im Herbst wird der Ort von großen Nebelschwaden heimgesucht.
Südlich von Radenkovac, in Richtung des Dorfes Labukovo, befinden sich zwei wunderschöne Schluchten: die Klisura Bele Reke und der Ždrelo.
Die Nachbardörfer des Ortes sind. Im Norden: Novo Selo (in der Opština Sokobanja), im Südosten: Galibabinac (in der Opština Svrljig), im Nordosten: Davidovac (in der Opština Svrljig), im Süden: Labukovo (in der Opština Svrljig), und im Westen: Rsovac (in der Opština Aleksinac).

## Dorftypus
Das kleine Bergdorf unterscheidet sich nicht wesentlich von den anderen Dörfern der Gegend. Das größte Problem für die Dorfbewohner, sind die unregelmäßigen bis fast gar keine vorhandenen Busverbindungen, nach Sokobanja.
Da hier gute Bedingungen zur Tieraufzucht herrschen, sind die Dorfbewohner, hauptsächlich in der Viehzucht und weniger in der Landwirtschaft tätig.

## Bevölkerung
Das Dorf hatte 2022 eine Einwohnerzahl von 40, während es 2011 noch 69 waren, nach den letzten drei Bevölkerungsstatistiken fällt die Einwohnerzahl weiter. Die Bevölkerung stellen Serben.

### Demographie
| Jahr | Einwohnerzahl |
| ---- | ------------- |
| 1948 | 572           |
| 1953 | 557           |
| 1961 | 526           |
| 1971 | 365           |
| 1981 | 252           |
| 1991 | 175           |
| 2002 | 114           |
| 2011 | 69            |
| 2022 | 40            |

## Geschichte
Das Dorf ist seit langer Zeit besiedelt und konnte sich, dank seiner Lage (abseits aller wichtigen Verkehrswege) relativ ungestört, entwickeln.
Die Bewohner des Golak gelten als eine der autochthonsten Bevölkerungen in Zentralserbien. Die Bevölkerung der Dörfer vermischte sich kaum mit Außenstehenden und lag außerhalb der Routen der Migrationsströme. Mit den zwei weiteren Bergdörfern des Golak, Jezero und Novo Selo, gehört Radenkovac, zu den drei ärmsten Dörfern, der Opština.
Während der Kriege im 20. Jahrhundert, vor allem im Zweiten Weltkrieg, wurde Radenkovac zerstört, hauptsächlich durch die bulgarischen Besatzer. Unweit des Dorfes befand sich in der Zeit, das Hauptquartier einer Gruppe, der Tito-Partisanen. Im Dorfzentrum am Dorfbrunnen, wurde 1977 eine Gedenktafel, für die gefallenen Partisanen, angebracht.
Im Gebäude der alten Grundschule des Ortes, wurde ein Bergsteiger- und Besucherzentrum eingerichtet, das einen besonderen Wert auf die ökologische Edukation der Besucher legt.

## Religion
Auf einem Hügel oberhalb einer kleinen Quelle, wurde in 825 Meter über dem Meeresspiegel, (umgeben von den Bergen Mali Javor und Veliki Javor, Golemi Vrh und Božin Kladenac) eine kleine serbisch-orthodoxe Kirche erbaut. Die Kirche Hl. Apostel Peter und Paul ist aus einer Mischung von Steinen, Lehm(-ziegeln) und Stroh erbaut worden.
Das Kirchengebäude soll im 19. Jahrhundert erbaut worden sein, jedoch ist ein genauer Bauzeitpunkt nicht bekannt. Nach der örtlichen Erzählung soll den genauen Baustandort der Kirche eine alte Frau aus dem Dorf geträumt haben. Das Gotteshaus ist heute in einem baulich schlechten Zustand. Im Ort existiert ein kleiner Dorffriedhof.

## Belege
- Artikel über das Dorf und die Kirche auf der Seite www.soko-banja.org, (serbisch)
- Artikel über das Dorf auf der Seite www.rts.rs, (serbisch)
- Књига 9, Становништво, упоредни преглед броја становника 1948, 1953, 1961, 1971, 1981, 1991, 2002, подаци по насељима, Републички завод за статистику, Београд, мај 2004, ISBN 86-84433-14-9
- Књига 1, Становништво, национална или етничка припадност, подаци по насељима, Републички завод за статистику, Београд, фебруар 2003, ISBN 86-84433-00-9
- Књига 2, Становништво, пол и старост, подаци по насељима, Републички завод за статистику, Београд, фебруар 2003, ISBN 86-84433-01-7